# Bali Rai
Bali Rai (* 1971 in Leicester) ist ein britischer Jugendbuchautor.
Bali Rai ist der Sohn indischer Einwanderer. Er studierte Politikwissenschaften. Nach Abschluss des Studiums jobbte und schrieb er. Sein erster Roman (Un)arranged Marriage wurde 2001 erfolgreich publiziert und wurde bislang in 8 Sprachen übersetzt. Bali Rais literarische Vorbilder sind Sue Townsend und Roald Dahl.

## Werke
- (Un)arranged Marriage, 2001 (dt. von Jacqueline Csuss: Bloß (k)eine Heirat, 2002)

Angus Book Award 2002
- The Crew (dt. von Jacqueline Csuss: Die Crew, 2004)
- Rani & Sukh(dt. von Jacqueline Csuss: Rani & Sukh: Eine verbotene Liebe, 2006)

Shortlist Booktrust Teenage Prize 2004
Kröte des Monats März 2006
- The Whisper

Shortlist Booktrust Teenage Prize 2005
- The last Taboo (dt. von Jacqueline Csuss: Verpfiffen, 2006)

Shortlist Jury der jungen Leser 2008
- Angel Collector